# Rakeem Christmas
Pour les articles homonymes, voir Christmas.
Rakeem Maleek Christmas, né le 1er décembre 1991 à Irvington, New Jersey, est un joueur américain de basket-ball. Il évolue aux postes d'ailier fort et de pivot.

## Carrière universitaire

### Carrière au lycée
Rakeem Christmas a fréquenté le lycée de Northeast Catholic à Philadelphie de 2007 à 2009 avant de rejoindre l'académie de New Church à Bryn Athyn en Pennsylvanie.
Il a été classé comme le joueur n º 21 dans la classe de 2011 par Scout.com.

### Carrière universitaire
Rakeem Christmas s’engage avec l'université de Syracuse le 6 août 2010 après sa dernière saison junior au lycée. Il évolue avec les Orange de Syracuse de 2011 à 2015.
| Années    | GP-GS | MPG  | PPG  | FG%   | RPG | APG | TPG | SPG | BPG |
| --------- | ----- | ---- | ---- | ----- | --- | --- | --- | --- | --- |
| 2011-2012 | 37-35 | 11,5 | 2,8  | 57,3% | 2,9 | 0,2 | 0,6 | 0,3 | 0,8 |
| 2012-2013 | 40-40 | 20,8 | 5,1  | 53,0% | 4,6 | 0,2 | 0,9 | 0,5 | 1,8 |
| 2013-2014 | 34-34 | 23,6 | 5,8  | 61,3% | 5,1 | 0,7 | 0,8 | 0,5 | 1,9 |
| 2014-2015 | 31-31 | 34,3 | 17,5 | 55,2% | 9,1 | 1,5 | 2,5 | 0,9 | 2,5 |

## Carrière professionnelle
Rakeem Christmas est drafté en 2015 en 36e position par les Timberwolves du Minnesota.
Ses droits ont ensuite été échangés aux Cavaliers de Cleveland avec ceux de Cedi Osman et un futur choix de second tour en échange des droits de Tyus Jones. Il rejoint les Cavaliers pour la NBA Summer League 2015. Le 23 juillet 2015, ses droits ont été échangés à nouveau, cette fois-ci aux Pacers de l'Indiana en échange d’un choix de deuxième tour 2019. Il signe quatre jours plus tard avec les Pacers. Il fait la majorité de la saison 2015-2016 en NBA Development League avec les Mad Ants de Fort Wayne. Le 29 janvier 2016, il est nommé pour participer à la NBA D-League All-Star Game avec l'équipe de la conférence Est. Il ne joue que quelques matches en fin de saison avec les Pacers.
Lors de la saison 2016-2017, il joue davantage de match en NBA mais continue ses aller-retour en D-League.
Le 7 juillet 2017, il est coupé par les Pacers.
Le 17 août 2017, il s'engage dans le championnat turc avec Galatasaray SK. Il quitte le club le 11 novembre 2017. Le 8 janvier 2018, il rejoint le championnat Néo-zélandais et le club des New Zealand Breakers jusqu'à la fin de la saison.
Il effectue la saison 2018-2019 avec l'équipe porto ricaine des Capitanes de Arecibo.
Le 18 juillet 2019, il s'engage en Philippines avec l'équipe des Magnolia Hotshots. Mais le 11 août 2019, il retourne en Turquie avec le club de l'OGM Ormanspor. 
Le 4 février 2020, il s'engage avec les Mets de Guaynabo à Porto Rico pour le reste de la saison. 
En novembre 2020, il s'engage avec Yulon Luxgen Dinos dans le championnat de Taïwan. 
Depuis 2020, il évolue avec la sélection des Îles Vierges des États-Unis. 
Le 9 avril 2022, il s'engage avec les Cangrejeros de Santurce dans le championnat portoricain pour la fin de saison.  
En septembre 2022, il rejoint les Cocodrilos de Caracas au Venezuela. 
Il s'engage dans le championnat dominicain avec l'équipe de Pueblo Nuevo Olavarría pour la saison 2023. 

## Clubs successifs
- 2015-2017 :  Pacers de l'Indiana
- 2015-2017 :  Mad Ants de Fort Wayne
- 2017 :  Galatasaray SK
- 2018 :  New Zealand Breakers
- 2018-2019 :  Capitanes de Arecibo
- 2019 :  Magnolia Hotshots
- 2019 :  OGM Ormanspor
- 2020 :  Mets de Guaynabo
- 2020-2021 :  Yulon Luxgen Dinos
- 2022 :  Cangrejeros de Santurce
- 2022 :  Cocodrilos de Caracas
- 2023 :  Pueblo Nuevo Olavarría

## Statistiques

### Universitaires
Les statistiques en matchs universitaires de Rakeem Christmas sont les suivantes :
| Année     | Équipe   | Matches | Titul. | Min./m. | %tir | %3pts | %l-f | rbds/m. | pass/m. | int/m. | ctr/m. | pts/m. |
| --------- | -------- | ------- | ------ | ------- | ---- | ----- | ---- | ------- | ------- | ------ | ------ | ------ |
| 2011-2012 | Syracuse | 37      | 34     | 11,6    | 57,3 | 0,0   | 57,1 | 2,92    | 0,16    | 0,30   | 0,78   | 2,76   |
| 2012-2013 | Syracuse | 40      | 40     | 21,0    | 53,0 | 0,0   | 57,4 | 4,60    | 0,23    | 0,50   | 1,82   | 5,12   |
| 2013-2014 | Syracuse | 34      | 34     | 23,6    | 61,3 | 0,0   | 72,6 | 5,06    | 0,68    | 0,47   | 1,94   | 5,79   |
| 2014-2015 | Syracuse | 31      | 31     | 34,3    | 55,2 | 0,0   | 71,2 | 9,00    | 1,52    | 0,94   | 2,48   | 17,48  |
| Total     |          | 142     | 139    | 22,1    | 56,0 | 0,0   | 68,1 | 5,23    | 0,60    | 0,54   | 1,73   | 7,37   |

## Vie privée
Rakeem Chrstmas est fiancé avec Jasmine M. Jordan, la fille ainée de Michael Jordan depuis 2018. Il donne naissance en 2019 à un enfant nommé Keemie Christmas.